# Olimpia Ałmaty
Olimpia Ałmaty (kaz. "Олимпия" (Алматы)) – kazachski klub piłkarski z siedzibą w Ałmaty.

## Historia
Chronologia nazw:
- 1980: SKIF Ałmaty (kaz. ИДШСК - институтын дене шынықтыру спорт клубы, Алматы, ros. СКИФ  - Спортивный клуб института физкультуры Алма-Ата)
- 1989: RŻSSzM Ałmaty (kaz. РЖСШМ - Республикалық жоғарғы спорт шеберлігі мектебінің, Алматы, ros. РШВСМ Республиканская Школа Высшего Спортивного Мастерства Алма-Ата)
- 1991: Olimpia Ałmaty (kaz. "Олимпия" (Алматы), ros. «Олимпия» Алма-Ата)

Klub został założony w 1980 jako SKIF Ałmaty. W 1980 zespół debiutował w rozgrywkach Wtoroj Ligi, strefy 7, w której występował do 1989. W 1989 roku zmienił nazwę na RŻSSzM Ałmaty (ros. РШВСМ - Республиканская школа высшего спортивного мастерства, pol. RSzWSM - Republikańska Szkoła Wyższego Sportowego Mistrzostwa). Potem występował w rozgrywkach lokalnych. W 1991 pod nazwą Olimpia Ałmaty ponownie grał w strefie 8 Wtoroj Ligi

## Sukcesy
- strefa 8 Wtoroj Ligi ZSRR: 14 miejsce (1985)
- Puchar Kazachskiej SRR: 1/8 finału (1983, 1988, 1989)